# Staten Island Railway
Pour les articles homonymes, voir SIR.
Le Staten Island Railway (ou SIR) est un réseau de transport métropolitain qui dessert l'arrondissement de Staten Island à New York. Bien qu'étant considéré comme un réseau classique de chemin de fer, le SIR utilise des rames de type R44 qui sont identiques à celles utilisées par une partie du réseau du métro de New York.
Le SIR est exploité par la Metropolitan Transportation Authority (MTA), l'opérateur des transports en commun dans la ville de New York.
Le Staten Island Railway relie Tottenville à St. George et son terminal (en) d'où une correspondance par ferry permet de gagner le Staten Island Ferry Whitehall Terminal au sud de Manhattan.
Le Staten Island Railway propose également un service express vers St. George Terminal entre 6h17 et 8h17, et un autre service express vers Tottenville entre 7h06 et 8h06 et entre 16h31 et 19h51. Contrairement au Brooklyn-Manhattan Transit Corporation (BMT) ou à l'Independent Subway System (IND ou ISS), le SIR n'identifie pas ses itinéraires par des lettres ; il signale son service express par un marquage rouge avec le nom du terminus et la mention express juste au-dessous.
Seul l'embranchement situé sur la côte nord de l'île (North Shore Line), et spécialisé dans le transport du fret, est rattaché au reste du réseau national via un pont métallique (Arthur Kill Vertical Lift Bridge) débouchant sur l'État voisin du New Jersey. Cet embranchement n'est toujours pas relié à la ligne nord-sud.

## Histoire
La première ligne du Staten Island Railway ouvrit en 1860 et reliait Tomkinsville (débarcadère des Ferries de Vanderbilt) à Tottenville, l'actuel terminus sud. À cette époque, le Baltimore and Ohio Railroad (B&O) souhaitait développer son service passager et marchandise vers New York. Il racheta ce petit chemin de fer qui n'avait pas encore de connexion avec le New Jersey. Le B&O finança le percement d'un tunnel à double voie de 190 m de long permettant de franchir un promontoire rocheux, situé au nord de Tomkinsville, au sommet duquel se trouvait une base de l'U.S. Lighthouse Service (qui deviendrait ensuite une base de Coast Guard); ce tunnel débouchait sur l’extrémité nord-est de Staten Island en un lieu qui fut baptisé St. George en hommage à un important avocat de l'île. Un nouveau terminal regroupant les ferries et le chemin de fer y fut construit en utilisant comme remblais les excavations faites pour les gratte-ciel new-yorkais. Il n'y avait toujours pas de connexion vers le New Jersey. Pour y remédier, le B&O racheta une compagnie de voiture à cheval qui reliait St. George via le Richmond Terrace à Arlington où un ferry permettait de relier la ville de Elizabeth (New Jersey). L'opposition des propriétaires fonciers obligea le B&O à réaliser un remblai rocheux de 3,2 km le long du Kill Van Kull pour poser ses voies.
Le SIR débuta l'exploitation de son service passager et de son service marchandise,, en coopération avec les lignes du Brooklyn-Manhattan Transit Corporation (BMT) desservant Coney Island (au sud de l'arrondissement de Brooklyn).
En 1880, le Staten Island Rapid Transit (SIRT) fut créé et il loua le Staten Island Railway (SIR) in 1884. Le Baltimore and Ohio Railroad qui souhaitait améliorer sa présence sur le marché new-yorkais, et augmenter ses échanges de marchandises via ses barges dans le port de New York, prit le contrôle du SIRT en novembre 1885.

### Le service marchandise
L'arrivée à la présidence de Erastus Wiman dans les années 1880 fut d'abord marquée par le changement de nom de la compagnie en Staten Island Rapid Transit Railroad. Puis il supervisa l'ouverture de l'embranchement de Clifton à Tompkinsville le 31 juillet 1884, celui de North Shore le 23 février 1886 et enfin celui de South Beach le 8 mars 1886. Wiman entama rapidement des négociations avec le Baltimore and Ohio Railroad pour une coopération. Étant plus petit que le Pennsylvania Railroad et le New York Central Railroad, le B&O réalisa l'opportunité d'accéder au lucratif marché de New York en collaboration avec le SIRT. Grâce aux capitaux du B&O qui permirent la construction du premier pont sur l'Arthur Kill, voie navigable séparant Staten Island du New Jersey, le SIRT put accéder au continent le 13 juin 1889.
L'ancien pont fut remplacé en 1959 par l'Arthur Kill Vertical Lift Bridge. Ce pont à voie unique qui connut une interruption de 1991 à 2007, est toujours utilisé pour le fret.

### L'électrification
Les travaux d'électrification sur les trois lignes passagers débutèrent en août 1924. L'embranchement de 3,2 km desservant l'orphelinat catholique de Mt. Loretto ne fut jamais électrifié. De 1885 jusque dans les années 1920, chaque troisième dimanche du mois, un train électrique spécial de type MU composé de trois voitures reliait directement St. George à l'orphelinat de Mount Loretto, où il restait trois heures avant de repartir. Une locomotive à vapeur de type 2-8-0 (Consolidation) était assignée pour tracter cette rame électrique de la ligne principale jusqu'au Mt. Loretto. Un attelage particulier était utilisé pour accrocher les voitures. Ainsi malgré l'absence du troisième rail sur cet embranchement, le système à air comprimé d'ouverture et de fermeture des portes des voitures MU était toujours opérationnel. Le train était signalé lorsqu'il traversait l'Amboy Road au niveau d'une zone boisée. La 2-8-0 devait utiliser une voie de retournement pour se remettre en tête des voitures. Ce train fut remplacé en 1932 par un service de bus au départ de St. George via le Hylan Boulevard.
La ligne principale entre St. George et Tottenville à l'extrémité sud de Staten Island fut totalement achevée le 1er juillet 1925, ainsi que la South Beach Branch entre St. George et South Beach sur le détroit Les Narrows. La North Shore Branch reliant le terminal de ferry de St. George à Arlington fut électrifiée le 1er décembre 1925. À l'ouest d'Arlington, il y avait un embranchement industriel vers Miliken, rebaptisé ensuite Port Ivory, du nom de célèbre savon Ivory fabriqué par Procter & Gamble. Cette extension fut électrifiée et utilisée pour le transport des ouvriers de l'usine. Procter & Gamble avait son propre chemin de fer et une flotte de locomotives à vapeur (et plus tard des diesels); l'interconnexion avec le SIRT/B&O avait lieu au dépôt d'Arlington. Ce site est désormais celui de Howland Hook Marine Terminal. Les voies du SIRT traversaient la Western Avenue et finissaient sur un ponton flottant; il y avait également une interconnexion avec le réseau des tramways de Staten Island.
De nouvelles voitures de type « métro », fabriquées par la Pressed Steel Car Corp. (qui fournit également le Brooklyn-Manhattan Transit -BMT-) furent mises en service pour tous les trains de passagers. Le service passager actuel est assuré par 64 voitures R-44 modifiées par la FRA.

### Le milieu duXXesiècle
Le 11 mai 1943, le Premier ministre du Royaume-Uni Winston Churchill utilisa la ligne North Shore Branch pour se rentre à Washington DC, après avoir débarqué à Tompkinsville. 
Le service sur les deux lignes North Shore Branch et South Beach Branch fut arrêté le mardi 31 mars 1953 à minuit. La South Beach Branch fut déferrée et de nouveaux logements furent construits sur une grande partie de la ligne. La North Shore Branch demeure fondamentalement intacte, et sa réactivation est actuellement à l'étude.
Le 21 octobre 1957, la jeune Élisabeth II et le prince Philip prirent un train spécial du Baltimore and Ohio Railroad au départ de Washington D.C. et empruntèrent la ligne abandonnée de la North Shore Branch pour atteindre Stapleton et commencer leur visite de New York.
Au milieu des années 1960, les derniers passages à niveau furent éliminés.

### La MTA
En 1971, le Staten Island Rapid Transit Railway (lequel avait absorbé le bailleur connu sous le nom de Staten Island Railway en 1944), fut acquis par la Metropolitan Transportation Authority (MTA) auprès du Baltimore and Ohio Railroad, et renommé Staten Island Railroad Corporation, lequel existe toujours comme filiale du CSX Transportation. La MTA créa ensuite une filiale baptisée Staten Island Rapid Transit Operating Authority (SIRTOA) chargée de l'exploitation et de la maintenance. Les anciennes voitures du B&O datant de 1925, furent remplacées en mars 1973 par 64 voitures R44 (modèle utilisé par le métro de New York) modifiées selon les recommandations de la FRA ; elles sont toujours en service en 2019,.
Depuis 1994, la MTA n'utilise plus le nom SIRTOA mais celui de MTA Staten Island Railway jugé beaucoup plus populaire.

## La situation actuelle
Aujourd'hui, seule la ligne principale nord-sud a un service passager. La gare terminus de St. George permet une connexion directe avec le ferry de Staten Island. Seules 6 des 12 voies de St. George sont actuellement en service. Au sud de l'île, le terminus de Tottenville possède 3 voies, dont 2 sont séparées par un quai en béton. Les horaires sont réalisés par le centre d'exploitation du New York City Transit (NYCT). Les trains de passagers circulèrent pour la dernière fois sur les lignes North Shore Branch et South Beach Branch le 31 mars 1953. Le droit de circulation sur la ligne South Beach Branch finit par être annulé et la voie fut déferrée. Le trafic marchandise fut temporairement suspendu début 1991 sur la North Shore Branch et la Travis Branch. Le transport de marchandise sur la Travis Branch et sur l'extrémité ouest de la North Shore Branch fut rétabli en 2007. Sur le reste de la North Shore Branch, les rails et les passages supérieurs existent toujours en certains entroits. Entre 2001 et 2009, quelques centaines de mètres situés à l'extrémité est de la North Shore Branch furent rouverts aux passagers afin de desservir le Richmond County Bank Ballpark, abritant l'équipe de baseball des Staten Island Yankees. Un projet de réouverture de la totalité de la North Shore Branch au service fret et passager entre St. George et Port Ivory est prévu pour 2015.

### Le rétablissement du service fret
La ligne de marchandise permettant la connexion entre le New Jersey et le Staten Island Railway fut rétablie à la fin 2006, et est exploitée en partie par le Morristown and Erie Railway sous contrat avec le New Jersey et d'autres compagnies. L'Arthur Kill Vertical Lift Bridge qui permet le passage des trains sur l'Arthur Kill, détroit marin séparant le New Jersey et Staten Island, fut rénové entre 2004 et 2006, et fut rouvert au trafic le 2 avril 2007, 16 ans après sa fermeture. Une portion de la North Shore Branch du Staten Island Railway fut réhabilitée, le dépôt d'Arlington fut agrandi, et 1 981 m de nouvelle voie furent posés sur la Travis Branch vers Fresh Kills. Peu après la remise en service de la ligne, le maire de New York, Michael Bloomberg, commémora officiellement ce redémarrage le 17 avril 2007. Au nom de la ville de New York, la New York City Economic Development Corporation constitua un accord avec CSX Transportation, Norfolk Southern Railway et Conrail pour relancer le service marchandise, par exemple :
- l'évacuation des déchets depuis la gare de Staten Island Transfer Station (située sur l'ancien site d'enfouissement de Fresh Kills) ;
- l'acheminement des conteneurs débarqués sur les quais du Howland Hook Marine Terminal (situé au nord-ouest de Staten Island, sur l'Arthur Kill à proximité de l'Arthur Kill Vertical Lift Bridge) ;
- la desserte d'autres activités industrielles: Gulf Oil Corporation, Consolidated Edison, Inc., United States Gypsum Corporation, etc.

### Sous la surveillance du FRA
Contrairement au New York City Transit Authority (NYCTA ou NYCT ou TA), également géré par la MTA, la Staten Island Rapid Transit Operating Authority (SIRTOA) est soumise aux règles de la Federal Railroad Administration (FRA) ; cependant elle jouit d'une dérogation qui lui permet de se soustraire à certaines obligations concernant l'équipement et le fonctionnement habituellement exigé par la FRA,. Ce statut de la FRA complique les projets d'une exploitation combinée marchandise / passager.
Le SIR partage son statut particulier avec celui du réseau du Port Authority Trans-Hudson (PATH), lequel est soumis à la FRA mais avec des dérogations différentes.
Actuellement seule la ligne principale nord-sud transporte des passagers. La gare terminus de St George permet de prendre le Staten Island Ferry pour Manhattan. À l'image du métro, le MTA Staten Island Railway circule 24h sur 24. Mais à l'horizon 2015, la rénovation de la North Shore Line, fermée au service voyageur depuis 1953 et reliant St. George à Port Ivory, devrait permettre le rétablissement complet du trafic passagers et fret.

## Nature de la ligne
La ligne du SIR ressemble un peu à une ligne extérieure du métro de New York. Depuis 1966, sa ligne ne possède plus de passages à niveau; il circule cependant plus ou moins au niveau de la rue pour deux tronçons: l'un au nord de Clifton, entre les stations de Grasmere et d'Old Town, et l'autre au sud de la ligne, entre la station de Pleasant Plains et le terminus de Tottenville. Il utilise un troisième rail alimenté en 600 V continu, ce qui est le standard du NYC Transit. Ses voitures (R44), achetées en même temps que celles du métro du NYCT, sont presque identiques mise à part quelques modifications spéciales. La maintenance lourde du matériel est effectuée dans les ateliers du NYCT de Clifton. Tout travail qui ne peut être accompli à Clifton exige un transport des voitures par camion sur le pont Verrazano-Narrows jusqu'à l'immense dépôt de Coney Island Complex situé au sud de l'arrondissement de Brooklyn. Les droits de circulation incluent les passages surélevés, les plateforme d'embarquement, les portions à ciel ouvert et le tunnel près de St. George.
Au fil du temps, comme il utilisait les mêmes voitures et le même gabarit que la Division B (BMT Division et IND Division), il y eut plusieurs propositions pour relier le SIR au métro de New York, incluant des tunnels et même une ligne le long du pont de Verrazano-Narrows. Mais diverses difficultés politiques, économiques, et d'ingénierie s'opposèrent à ce projet,.

## Tarification
Le tarif est de 2,75 $. Les tarifs ne sont payés qu'à l'entrée où à la sortie des gares de Saint-George et Tompkinsville; quant aux trajets effectués en dehors de ces 2 gares, ils sont gratuits. Depuis 1997, il n'y a plus qu'une seule zone tarifaire, et la MetroCard permet un transfert gratuit entre les bus de Staten Island, le SIR, et une fois arrivé à South Ferry, avec les bus de Manhattan ou le métro de New York. Auparavant, les tarifs étaient recueillis par les receveurs sur les trains pour les passagers qui embarquaient à d'autres stations que celle de Saint-George devaient régler leurs billets auprès de contrôleurs embarqués.
Depuis l'instauration de la MetroCard et des transferts gratuits entre Staten Island et Manhattan, le taux de recouvrement du SIR en 2001 n'était que de 0,16 ; c'est-à-dire que pour chaque dollar investi, seulement 16 cents étaient récupérés par la billetterie. C'est le plus faible ratio de toutes les entités de la MTA. Cela explique en partie pourquoi la MTA souhaite fusionner le SIR avec le métro afin de simplifier la comptabilité et le subventionnement de cette ligne unique.

## Les stations

### Stations de la ligne principale
- St. George (correspondance Ferry vers Whitehall Terminal)
- Tompkinsville
- Stapleton
- Clifton
- Grasmere
- Old Town
- Dongan Hills
- Jefferson Avenue
- Grant City
- New Dorp
- Oakwood Heights
- Bay Terrace
- Great Kills
- Eltingville
- Annadale
- Huguenot
- Prince's Bay
- Pleasant Plains
- Richmond Valley
- Nassau (arrêt facultatif)
- Arthur Kill Road (en construction)
- Atlantic (arrêt facultatif)
- Tottenville

### Anciennes stations sur les embranchements fermés
Le service sur les deux lignes North Shore Branch et South Beach Branch furent stoppés le mardi 31 mars 1953 à minuit.
La North Shore Branch
La section la plus à l'ouest de la ligne est utilisée pour le service fret. Par contre à l'est, une petite section entre St. George et Richmond County Bank Ballpark fut ouverte de façon saisonnière entre 2001 et 2009 au service passager. La réhabilitation des 9,8 km de ligne abandonnée est à l'étude.
- St. George
- New Brighton
- Sailors' Snug Harbor
- Livingston
- West Brighton
- Port Richmond
- Tower Hill
- Elm Park
- Lake Avenue
- Mariners Harbor
- Harbor Road
- Arlington
- Port Ivory

La South Beach Branch
Elle fut abandonnée et démolie excepté un petit tronçon entre St. John's Avenue et Robin Road,. Cet embranchement long de 6,6 km se détachait de la ligne principale après avoir passé la station de Clifton et longeait la côte nord-est de l'île.
- Bachmann
- Rosebank
- Belair Road
- Fort Wadsworth
- Arrochar
- Cedar Avenue
- South Beach
- Wentworth Avenue

## Les développements futurs

### La ligne principale
Une nouvelle station appelée Arthur Kill Road est en construction entre celles de Atlantic et de Nassau ; elle devrait remplacer ces 2 stations trop vétustes.
Il est également question de construire une nouvelle station entre Clifton et Gasmere, afin de raccourcir cette section qui est la plus longue de la ligne. Cette station adopterait le nom de Rosebank, lequel fut utilisé sur l'ex-South Shore Branch.

### La North Shore Branch
Le journal Staten Island Advance rapporta en mai 2006 que la totalité de la North Shore Branch serait remise en service. Elle servirait de ligne de banlieue jusqu'à St. George Ferry Terminal. Une alternative serait la mise en place d'un service de tram-train jusqu'à Staten Island. Le coût est estimé à 360 millions de dollars pour 8,2 km de ligne. Une étude préliminaire indique que la ligne transporterait plus de 15 000 personnes par jour.